# 国鉄ケDB11形ガソリン機関車
ケDB11形は、宮崎県営軌道から鉄道省が引き継いだガソリン機関車である。

## 詳細
本形式は、宮崎県営軌道が、1932年（昭和7年）の開業の際に購入した車軸配置 B、機械式のガソリン機関車で、県営軌道時代の形式称号は2号である。国鉄側の記録によると製造メーカーは浅野物産株式会社と記録されているが、宮崎県営軌道の公文書にはアメリカのホイットコム製と明記されている。一種のマスプロ機で、ホイットコムのカタログ形式ではMO-ADR型と呼ばれる機関車である。
1号ガソリン機関車とは異なりガス発生炉の取り付けの記録はない。
1935年（昭和10年）の宮崎県営軌道買収により国有鉄道籍を得て、鉄道省形式を与えられケDB11形（ケDB11）となった。
1942年（昭和17年）5月除籍。その後の処遇（譲渡の有無等）については不明である。

## 主要諸元
- 全長：3619mm
- 全高：2311mm
- 全幅：1524mm
- 重量：6トン
- 軌間：762mm
- 車軸配置：　B
- 動輪直径：610mm
- 動力伝達方式：機械式 （4段変速歯車式・多板式クラッチ・チェーン連動）
- 連結器：ピン・リンク式

- 搭載エンジン
  - ウォーケシャ製DR型4サイクル4気筒ガソリン機関1基（ボア×ストローク＝114×157）
  - 出力：53HP/1400rpm

- 燃料積載量：7572ℓ
- 最大運転速度：